# Foulage (textile)
Pour les articles homonymes, voir Foulage.

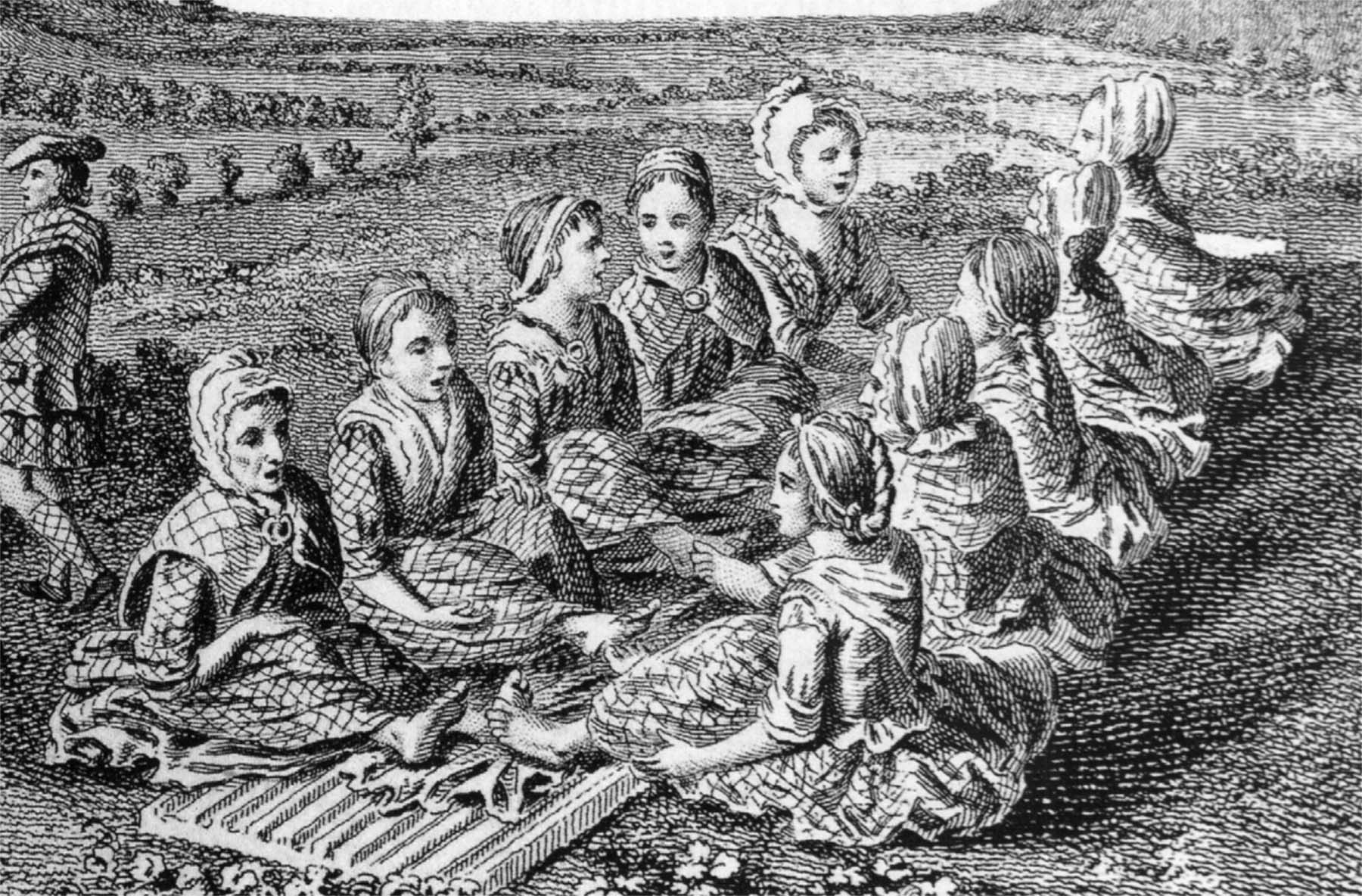
Détail d'une gravure montrant des Écossaises foulant des étoffes en chantant un òran-luaidh, vers 1770

Le foulage a pour but de dégraisser et de feutrer la laine en resserrant les fils, de donner à l’étoffe plus de souplesse, de corps, de moelleux et une douceur caractéristique au toucher. Dans le domaine du textile, le foulage varie selon les époques, les matériaux et les pays.
La manœuvre se fait dans des bassins, récipients ou auges, abondamment arrosés avec de l’eau alcaline additionnée de « terre à foulon » autrement appelée argile smectique. Cette technique était déjà très connue et employée par les Romains.
Dans les moulins à foulons les matériaux étaient battus par des maillets entraînés par la force motrice de l’eau. Des pilons verticaux avec des « masses » étaient mus soit manuellement, soit mécaniquement. Actuellement, on utilise des machines où le tissu passe entre des cylindres horizontaux animés d’un mouvement de rotation qui entraînent le drap plié en boudin en le comprimant.

## Technique

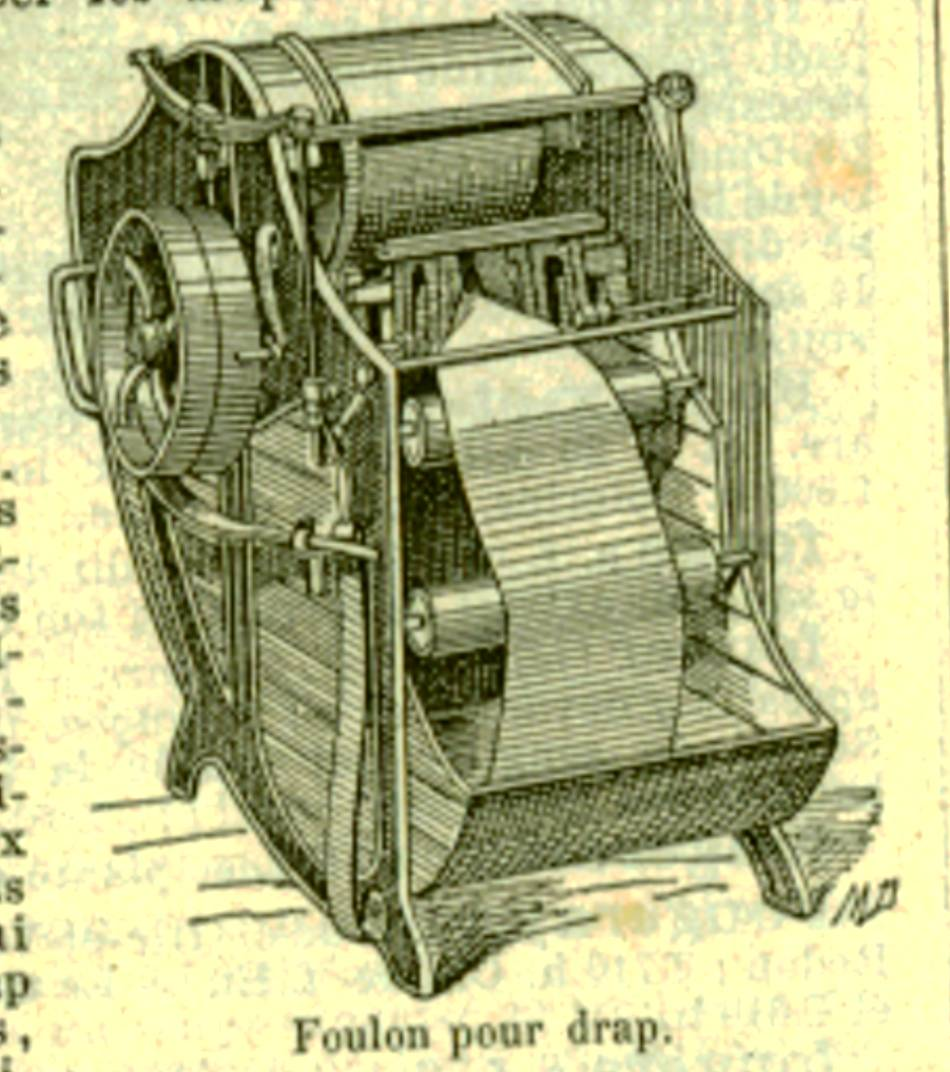
Machine à fouler les draps.

Le foulage est l’opération qui est une partie du processus de finition des tissus de laine, et qui consiste au compactage du tissu par le feutrage, pour le rendre imperméable.
Les fils qui composent le tissu, baignés dans de l’eau chaude savonneuse et manipulés (battus, tordus, pressés), avec des procédés mécaniques et chimiques se « feutrent ». Les petits interstices présents aux points d'intersection entre le fil de trame et le fil de chaîne se ferment, leur ligature est donnée par l’interpénétration des écailles microscopiques qui revêtent la surface des poils. Le processus est progressif et irréversible. Il peut s’appliquer à tous les types de tissu réalisés avec de la laine ou autres tissus contenant des poils (mohair, alpaga, cachemire).

## Histoire
Avant la découverte de la fibre synthétique et des imperméabilisants par les industriels, les seuls matériaux qui permettaient de se défendre des intempéries étaient le cuir graissé, le feutre et les tissus foulés, c’est-à-dire les tissus de laine.
Déjà au temps des Romains était en fonction une petite industrie qui dans des ateliers appropriés, les fullonicae, pourvoyait à l'opération de foulage. Les pièces de tissu étaient mises à baigner dans de grands bassins pleins d'eau et battues avec les pieds (saltus fullonicus), ou au moyen de pilons en bois, les bâtons à foulon. Le bâton à foulon, souvent confondu avec une massue, est l’attribut du martyre de saint Jacques le Mineur. Les étoffes étaient ensuite frottées et tordues avec les mains par les ouvriers (esclaves) surveillés par les responsables (affranchis). À l'eau chaude, était ajoutée de l'argile smectique qui, combinée à l'action énergique des pieds, feutrait la laine. À Pompéi, au moment de sa destruction par l'éruption du Vésuve en 79, 39 implantations (officinae) étaient en fonction pour le travail de la laine, parmi lesquelles onze fullonicae  (foulons ou fouleries). Le tissu ensuite était lavé avec de l’urine pour éliminer les impuretés, mis à sécher, lainer ou carder, c'est-à-dire brossé avec des cardons ou peaux de porc-épic pour soulever le poil, écimé, pressé et purifié avec des fumées de soufre.
On trouve les ruines d'un grand fouloir et sa cuve au port d'Ostie (Rome), où les tissus étaient pressés au pied dans un mélange d'eau et d'urine (les installations sanitaires sont placées à côté pour ne pas manquer de matière).
Le foulage était un travail très important, déjà au Moyen Âge se construisaient les moulins à fouler, édifices érigés près d'un cours d'eau, où des maillets actionnés par la force hydraulique battaient les tissus.
Aujourd'hui le foulage, effectué avec des outillages industriels, continue à être utilisé pour des travaux particuliers et pour la production des tissus anciens comme le loden.